# Morphotop

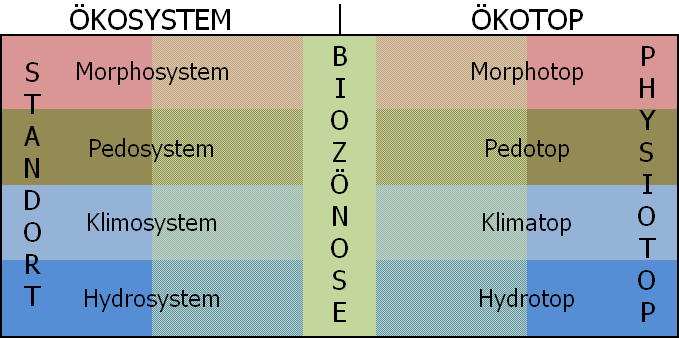
Die Stellung des Morphotops / Morphosystems innerhalb des Ökotops / Ökosystems.

Der Morphotop bezeichnet einen Bereich einheitlicher geomophographischer Faktoren wie Relief, Hangneigung und Exposition, er ist die kleinste abgrenzbare Einheit einer Region einheitlicher Geomorphologie. Ein Morphotop gehört zu den grundlegenden Einheiten eines Geotops bzw. Ökotops im Rahmen der Landschaftsökologie.
Ein mögliches Synonym ist Morphofazies.